# Alexej Mozgovoj
Alexej Borisovič Mozgovoj (3. dubna 1975, Svatovský rajón, Ukrajinská SSR - 25. května 2015, Mychajlivka, Ukrajina) byl ukrajinský separatista a warlord působící v oblasti Alčevska.
Médii označován za předního vojenského vůdce proruských povstalců ve východoukrajinské Luhanské oblasti, stál u zrodu armády samozvané Luhanské lidové republiky a udržoval blízké vztahy například s Igorem Girkinem, novoruským ministrem obrany. Působil jako brigádní velitel autonomní Mechanizované brigády Přízrak, kterou Amnesty International označuje jako jednu ze skupin, které se podílely na mučení válečných zajatců. Samotný Mozgovoj byl posmrtně lidovým soudem LLR, kterému v minulosti sám předsedal, odsouzen za vraždu dvou civilistů.
Vzhledem k vnitřním konfliktům ve vedení Luhanské lidové republiky se Mozgovoj nikdy do formálního vedení země nezapojil a jeho vliv začal rychle slábnout. V květnu 2015 se stal terčem atentátu, který nepřežil. Kromě něj útok nepřežili čtyři další lidé, včetně Mozgovojovy tiskové mluvčí. Konspirační teoretici hovořili o možném zapojení ruské GRU a vedení LLR do jeho smrti, obdobně jako v případě atentátu na Alexandra Bednova.